# Pero fraterna
Pero fraterna là một loài bướm đêm trong họ Geometridae.